# Brett Herron
Pour les articles homonymes, voir Herron.
Pas d'image ? Cliquez ici

a Compétitions nationales et continentales officielles uniquement.

b Matchs officiels uniquement.
Dernière mise à jour le 22 mai 2023.
Brett Herron, né le 13 novembre 1995, est un joueur anglais de rugby à XV. Il évolue au poste de demi d'ouverture.

## Biographie
Formé à Bath, Brett Herron rejoint l'Ulster en 2016 où il fait ses débuts en équipe première.
Après une saison en deuxième division anglaise chez les Jersey Reds, il s'engage en 2019 aux Harlequins, avec lesquels il remporte le championnat d'Angleterre en 2021. 
Il signe pour deux saisons au Biarritz olympique, tout juste promu en Top 14.
Le club de Colomiers rugby recrute Brett Herron pour la saison 2023-2024. Il annonce mettre un terme à sa carrière à 29 ans à l'issue de la saison 2024-2025.

## Palmarès

### En club
- Champion d'Angleterre en 2021 avec les Harlequins